# Contea di Neihuang
La contea di Neihuang (内黄县S, Nèihuáng XiànP) è una contea della Cina, situata nella provincia di Henan e amministrata dalla prefettura di Anyang.